# Malířská akademie (Čína)
Malířská akademie (čínsky v českém přepisu chua-jüan, pchin-jinem huàyuàn, znaky zjednodušené 画院, tradiční 畫院) je neoficiální název pro malířské instituce působící při dvorech císařů čínských říší Sung a Čching. A sice pro sungskou Malířskou službu (čínsky v českém přepisu Tchu-chua-ťü, pchin-jinem Túhuàjú, znaky zjednodušené 图画局, tradiční 圖畫局), případně pro čchingskou Jižní studovnu (čínsky v českém přepisu Nan-šu-fang, pchin-jinem Nánshūfáng, znaky zjednodušené 南书房, tradiční 南書房) či institut Žu-i kuan (čínsky pchin-jinem Rúyìguǎn, znaky zjednodušené 如意馆, tradiční 如意館).

## Historie
Malířská akademie vznikla v období pěti dynastií (10. století). V sungské době (10. – 13. století) byl „malířská akademie“ chua-jüan neformální název pro Malířskou službu Tchu-chua-ťü, což byla jedna ze čtyř částí Uměleckého institutu Chan-lin jüan, zahrnujícího i útvary astrologů, kaligrafů a lékařů. Zaměstnáni v nich byli ne úředníci, ale  profesionální odborníci. Velkou péči věnoval malířské akademii i výběru umělců do jejích řad zejména císař Chuej-cung (vládl 1100–1126), sám schopný umělec.
Podle sungského vzoru byla mingským císařem Süan-te (vládl 1425–1435) počátkem jeho vlády obnovena, je proto nazývána Akademie malířství éry Süan-te (Süan-te chua-jüan). Vesměs však mingští císaři umisťovali malíře do akademie Chan-lin, nebo do císařské gardy.
V čchingském období bylo chua-jüan neoficiální pojmenování pro Jižní studovnu Nan šu-fang, kde od roku 1659 císař Kchang-si besedoval s učenci. V důsledku těsného kontaktu s císařem získali účastníci schůzek značný vliv, Jižní studovna však zanikla po císařově smrti. Označení chua-jüan bylo používáno též pro institut Žu-i kuan zřízený pro malíře a další umělce v éře Čchien-lung (1736–1796).